# 奧迪車隊
奥迪F1车队（英語：Revolut Audi F1 Team），是一支由奥迪运营的一级方程式车队。车队由奥迪收购索伯车队而来，奥迪车队使用自己研发的动力单元参赛。车队将于2026年赛季起参加比赛。
车队總部延续索伯所在的瑞士苏黎世州欣维尔，并且在德国巴伐利亚诺伊堡设立有动力单元公司“奥迪方程式竞速”（Audi Formula Racing GmbH）。

## 歷史

### 籌備
2022年8月，奥迪确认将在2026年作为参赛车队加入一级方程式锦标赛。同年10月，奥迪确认将通过收购索伯车队的方案进入F1；奥迪将研发采用自家的动力单元。2023年1月，索伯确认奥迪已购入瑞士公司少部分股份，作为收购的准备工作之一。此外曾在宝马索伯时期在车队任职过并有在同为大众旗下的保时捷运动部门担任过要职经历的安德烈亚斯·塞德尔在2022年12月加入了索伯集团，担任首席执行官。他此前是一级方程式迈凯伦车队的领队。
2024年3月，奥迪确认将100%完全收购索伯车队，奥迪首席技术官奥利弗·霍夫曼（Oliver Hoffmann）将担任新索伯集团董事会主席。同年4月，车队宣布签下德国老将尼科·霍肯伯格，他将在2025年加入车队，双方签约多年。7月，奥迪宣布索伯集团CEO安德烈亚斯·塞德尔和索伯董事会主席奥利弗·霍夫曼离开奥迪F1项目，同时奥迪宣布法拉利车队前领队马蒂亚·比诺托将担任奥迪F1项目的首席运营官和首席技术官；他将在8月1日开始履新。同年8月，车队确认聘请前红牛车队运动总监乔纳森·惠特利，他将在2025年年中起加入奥迪一级方程式项目，担任索伯车队的领队。11月，车队确认将签下巴西二级方程式车手加布里埃尔·博托莱托作为2025年赛季的正式车手，与他签下多年合约。11月29日，奥迪宣布与卡塔尔投资局合作，卡塔尔方面将在2025年出资收购奥迪所持的索伯车队部分股份，双方将在未来在奥迪一级方程式项目上加强合作。
2025年1月，奥迪宣布已经完成了对索伯车队母公司索伯控股（Sauber Holding AG）的收购。2月，索伯宣布年内将在英国将设一座技术中心，用于吸纳来自英国的赛车人才；车队总部将依旧设立于瑞士欣维尔。5月，奥迪宣布进行架构改组，马蒂亚·比诺托成为F1项目总负责人，克里斯蒂安·佛耶（Christian Foyer）将担任车队首席运营官，同时负责奥迪动力单元部门，而奥迪派驻车队的首席执行官亚当·贝克（Adam Baker）离开F1项目。7月30日，奥迪宣布与欧洲数字银行Revolut签约，Revolut将成为车队冠名赞助商。